# Władcy Królestwa Essex

Herb Essexu

Daty, imiona i osiągnięcia władców Królestwa Essex – jednego z państw heptarchii anglosaskiej, pozostają w dużej mierze hipotetyczne. Genealogia rodu królewskiego Essex została spisana w Wesseksie w IX wieku. Zachowała się jedynie jej część.
Część informacji znaleźć można w dziele Bedy Czcigodnego „Historia ecclesiastica gentis Anglorum”.
| Lata władzy | Król                    |
| ----------- | ----------------------- |
| 527-587     | Aescwine                |
| 587-604     | Sledda                  |
| 604-616     | Saebert                 |
| 616-617     | Sexred oraz Saeward     |
| 617-653     | Sigeberht I Mały        |
| 653-660     | Zybert II Dobry         |
| 660-664     | Swithelm                |
| 664-683     | Sighere oraz Sebbi      |
| 683-694     | Sebbi                   |
| 694-709     | Sigeheard oraz Swaefred |
| 709         | Offa                    |
| 709-715     | Saelred                 |
| 715-738     | Saelred oraz Swaefbert  |
| 738-746     | Saelred                 |
| 746-758     | Swithred                |
| 758-798     | Sigeric                 |
| 798-812     | Sigered                 |

- od 812: pod zwierzchnią władzą Mercji
- od 825: po abdykacji Sigereda włączone do Wessex